# منزل ألفورد سميث
منزل ألفورد آي. سميث (بالإنجليزية: Alvord I. Smith House) هو مبنى تاريخي يقع في الحي الغربي من مدينة دافنبورت في ولاية آيوا بالولايات المتحدة الأمريكية. أُدرج المبنى ضمن السجل الوطني للأماكن التاريخية عام 1983 نظرًا لقيمته المعمارية والتاريخية.

## الخلفية والتاريخ
بُني المنزل في أواخر القرن التاسع عشر، ويُعتقد أنه شُيّد على يد أو لصالح ألفورد آي. سميث، أحد المواطنين البارزين في دافنبورت في تلك الفترة. يمثل المنزل جزءًا من النسيج التاريخي والمعماري للمدينة.

## الطراز المعماري
يتّسم المنزل بطراز إيطالي شائع في تلك الحقبة، ويتميز بعناصر مثل النوافذ القوسية والسقف المنخفض الارتفاع والواجهة المتماثلة. ويعكس التصميم مستوى من الرقي والبراعة المعمارية التي كانت سائدة بين الطبقة المتوسطة العليا في القرن التاسع عشر.

## الأهمية التاريخية
لا تكمُن أهمية المنزل في تصميمه فقط، بل في كونه يمثل نموذجًا لمنازل الشخصيات المؤثرة محليًا في تلك المرحلة من تاريخ المدينة. كما يُعد جزءًا من مجموعة منازل أخرى مدرجة ضمن السجل الوطني في دافنبورت.